# Strade Bianche 2024
La Strade Bianche 2024, diciassettesima edizione della corsa, valida come quinta prova dell'UCI World Tour 2024, si svolse il 2 marzo 2024 su un percorso di 215 km, con partenza e arrivo a Siena in Piazza del Campo, in Italia. La vittoria fu appannaggio dello sloveno Tadej Pogačar, il quale completò il percorso in 5h19'45", alla media di 40,344 km/h, precedendo il lettone Toms Skujiņš e il belga Maxim Van Gils.
Sul traguardo di Siena 105 ciclisti, dei 171 partiti dalla medesima località, portarono a termine la competizione.

## Percorso
La gara prende sempre il via da Siena dal piazzale della Libertà di fronte alla Fortezza Medicea e si conclude come da tradizione in Piazza del Campo, per una distanza complessiva di 215 km, pertanto una distanza aumentata rispetto ai 184 km delle edizioni precedenti. Aumentano i tratti di sterrato da 11 a 15 e il conseguente chilometraggio sulle strade bianche da 63 a 71 km. La corsa è caratterizzata, oltre che dallo sterrato, da un tracciato molto ondulato e accidentato caratterizzato da numerose curve e da una prima impegnativa ascesa con pendenze attorno al 10% all'interno del secondo tratto di sterrato. Poco dopo una impegnativa salita, su strada asfaltata, porta a Montalcino, 4 km con pendenza del 5%. Dopo lo sterrato de Le Tolfe, che nelle edizioni precedenti era l'ultimo situato a 12 km dall'arrivo, si imbocca un circuito di circa 30 km con due nuovi tratti di sterrato, Strada del Castagno (12° settore, lungo 1,3 km) e Montechiaro, (13° settore, km 3,3) e un secondo passaggio di Colle Pinzuto (14°) e de Le Tolfe (15°). Tuttavia la corsa prevede ancora una difficoltà altimetrica, spesso decisiva per determinare il vincitore, infatti a due km dal traguardo finale inizia la ormai classica salita di Porta di Fontebranda con pendenze al 9%-10%, massima in via di Santa Caterina (16%) a 500 metri dallo striscione d'arrivo finale di Piazza del Campo.
Settori di strade bianche
| Settore Numero | Nome                                          | Km    | Lunghezza | Difficoltà | Salita (Km) | Pend. max |
| -------------- | --------------------------------------------- | ----- | --------- | ---------- | ----------- | --------- |
| 1              | Vidritta                                      | 14    | 2,1       | *          | -           | -         |
| 2              | Bagnaia                                       | 21,3  | 5,8       | ***        | 3,2         | 15%       |
| 3              | Radi                                          | 33,4  | 4,4       | **         | 1.5         | 12%       |
| 4              | La Piana                                      | 44,1  | 5,5       | **         | -           | -         |
| 5              | Lucignano d'Asso                              | 76,8  | 11,9      | ***        | -           | -         |
| 6              | Pieve a Salti                                 | 89,7  | 8,0       | ****       | 2           | 11%       |
| 7              | San Martino in Grania                         | 112,7 | 9,5       | *****      | 5,6         | 12%       |
| 8              | Monte Sante Marie (settore Fabian Cancellara) | 131,0 | 11,5      | *****      | 4,5         | 18%       |
| 9              | Monteaperti                                   | 161,3 | 0,8       | **         | 0,6         | 13%       |
| 10             | Colle Pinzuto                                 | 165,7 | 2,4       | ****       | 2,5         | 15%       |
| 11             | Le Tolfe                                      | 171,9 | 1,1       | ****       | 0,5         | 18%       |
| 12             | Strada del Castagno                           | 175,4 | 0,7       | ***        | -           |           |
| 13             | Montechiaro                                   | 189,2 | 3,3       | **         | -           |           |
| 14             | Colle Pinzuto                                 | 195,9 | 2,4       | ****       | 2,5         | 15%       |
| 15             | Le Tolfe                                      | 202,2 | 1,1       | ****       | 0,5         | 18%       |

## Squadre e corridori partecipanti
| N.      | Cod. | Squadra                         |
| ------- | ---- | ------------------------------- |
| 1-7     | IGD  | Ineos Grenadiers                |
| 12-17   | ADC  | Alpecin-Deceuninck              |
| 21-27   | ARK  | Arkéa-B&B Hotels                |
| 31-37   | AST  | Astana Qazaqstan Team           |
| 41-47   | BOH  | Bora-Hansgrohe                  |
| 51-57   | COF  | Cofidis                         |
| 61-67   | COR  | Corratec Vini Fantini           |
| 71-77   | DAT  | Decathlon AG2R La Mondiale Team |
| 81-87   | EFE  | EF Education-EasyPost           |
| 91-97   | GFC  | Groupama-FDJ                    |
| 101-107 | IWA  | Intermarché-Wanty               |
| 111-117 | IPT  | Israel-Premier Tech             |
| 121-127 | LDT  | Lidl-Trek                       |

| N.      | Cod. | Squadra                   |
| ------- | ---- | ------------------------- |
| 131-137 | LTD  | Lotto Dstny               |
| 141-147 | MOV  | Movistar Team             |
| 151-157 | Q36  | Q36.5 Pro Cycling Team    |
| 161-167 | SOQ  | Soudal Quick-Step         |
| 171-177 | DSM  | Team DSM-Firmenich PostNL |
| 181-187 | JAY  | Team Jayco AlUla          |
| 191-197 | PTK  | Team Polti Kometa         |
| 201-207 | TVL  | Team Visma-Lease a Bike   |
| 211-217 | TUD  | Tudor Pro Cycling Team    |
| 221-227 | UAD  | UAE Team Emirates         |
| 231-237 | UXM  | Uno-X Mobility            |
| 241-247 | TBV  | Bahrain Victorious        |

## Ordine d'arrivo (Top 10)
| Pos. | Corridore          | Squadra   | Tempo    |
| ---- | ------------------ | --------- | -------- |
| 1    | Tadej Pogačar      | UAE       | 5h19'45" |
| 2    | Toms Skujiņš       | Lidl      | a 2'44"  |
| 3    | Maxim Van Gils     | Lotto     | a 2'47"  |
| 4    | Thomas Pidcock     | Ineos     | a 3'50"  |
| 5    | Matej Mohorič      | Bahrain   | a 4'26"  |
| 6    | Benoît Cosnefroy   | Decathlon | a 4'39"  |
| 7    | Davide Formolo     | Movistar  | a 4'41"  |
| 8    | Lenny Martinez     | Groupama  | a 4'48"  |
| 9    | Filippo Zana       | Jayco     | a 4'49"  |
| 10   | Christophe Laporte | Visma     | a 5'17"  |